# Pirpirituba
thumb
Pirpirituba este un oraș în Paraíba (PB), Brazilia.